# Saelices el Chico
Saelices el Chico és un municipi de la província de Salamanca a la comunitat autònoma de Castella i Lleó. Limita al Nord amb Castillejo de Martín Viejo, a l'Est amb Ciudad Rodrigo, al Sud amb Carpio de Azaba i a l'Oest amb Gallegos de Argañán i Villar de Argañán.

## Demografia
| 1991 | 1996 | 2001 | 2004 |
| ---- | ---- | ---- | ---- |
| 219  | 204  | 161  | 157  |